# Риканово
Риканово (рос. Рыканово) — присілок в Великолуцькому районі Псковської області Російської Федерації.
Населення становить 178 осіб. Входить до складу муніципального утворення Переслегинська волость.

## Історія
Від 2014 року входить до складу муніципального утворення Переслегинська волость.

## Населення
| 2002 | 2010 |
| ---- | ---- |
| 173  | ↗178 |